# Panayot Pipkov
Panayot Pipkov (født 21. november 1871 i Plovdiv - død 25. august 1942 i Sofia, Bulgarien) var en bulgarsk komponist, dirigent, dramatiker, skuespiller og lærer.
Pipkov studerede violin som ung, og studerede efter på et stipendium komposition på Musikkonservatoriet i Milano (1898), og senere i Prag (1899). Han hører til de første generationer af professionelle komponister fra Bulgarien. Han har skrevet en symfoni, orkesterværker, kammermusik, operaer, korværker, sange, sceneværker, og specielt musik for klaver som han er mest kendt for. Pipkov har dirigeret forskellige militærorkestre, og orkestre i byer som Varna og Ruse, og har optrådt som skuespiller med forskellige teatergrupper som feks Osnova-dramatroppen i Sofia (1889-1890). Han er fader til en af Bulgariens betydningsfulde komponister, Lubomir Pipkov.

## Udvalgte værker
- Symfoni (?) - for orkester
- "11 danse" (1908) - for klaver
- "Bulgarsk Rapsodi" (1918) - for klaver
- Folketema (1936) - for violin og klaver